# 市立吹田市民病院
市立吹田市民病院（しりつすいたしみんびょういん）は、大阪府吹田市にある医療機関である。地方独立行政法人市立吹田市民病院が開設する病院である。臨床研修認定病院や大阪府がん診療拠点病院などの指定を受けている。病院の基本理念は、「市民とともに心ある医療を」。平成30年12月にJR岸辺駅北側へ新築移転。整形外科と耳鼻咽喉科は紹介制、脳神経内科と精神科・心療内科は予約制。

## 診察時間
- 受付　平日/午前8時30分～午前11時（診察開始は午前9時）　※午後は予約のみ　平日/午後0時30分～午後2時30分
- 救急外来　平日/午後5時～翌朝午前9時　土日祝は終日
- 小児救急　祝/午前9時30分～午後4時30分

## 沿革
- 1953年（昭和28年）7月13日 - 吹田市大字片山に開院
- 1957年（昭和32年）総合病院承認（医療法第4条）
- 1982年（昭和57年）9月-吹田市片山町へ移転
- 1989年（平成元年）歯科（障がい者）新設
- 2001年（平成13年）吹田市民病院だよりを発刊、日本医療機能評価機構　病院機能評価認定
- 2005年（平成17年）経鼻内視鏡を導入
- 2009年（平成21年）大阪府がん診療拠点病院に指定
- 2014年（平成26年）4月1日 - 地方独立行政法人化
- 2015年（平成27年）病院広報誌「ともに」の発刊
- 2018年（平成30年）2月2日 - 日本医療機能評価機構　病院機能評価　一般病院２<3rdGVer1.1>認定
- 2018年（平成30年）12月1日-JR京都線　岸辺駅北側「北大阪健康医療都市（健都）」へ移転

## 診療科（29診療科）
- 内科
- 血液内科
- 内分泌・代謝内科
- 呼吸器内科
- 循環器内科
- 消化器内科
- 脳神経内科（予約制）
- 小児科
- 外科
- 消化器外科
- 呼吸器外科
- 乳腺外科
- 小児外科
- 整形外科（紹介制）*紹介状（診療情報提供書）必要
- 脳神経外科
- 産婦人科
- 耳鼻咽喉科（紹介制）*紹介状（診療情報提供書）必要
- 眼科
- 皮膚科
- 腎臓泌尿器科
- 放射線診断科
- 放射線治療科
- リハビリテーション科
- 麻酔科
- 精神科（完全予約制）
- 心療内科（完全予約制）
- 病理診断科
- 救急科
- 歯科（障がい者）（完全予約制）

## 医療機関の指定・認定
（下表の出典）
| 保険医療機関 | 労災保険指定病院 |
| 母体保護法指定医の配置されている医療機関 | 生活保護法指定病院（中国残留邦人等の円滑な帰国の促進並びに永住帰国した中国残留邦人等及び特定配偶者の自立の支援に関する法律（平成六年法律第三十号）に基づく指定医療機関を含む。） |
| 臨床研修病院 | 指定自立支援病院（更生医療） |
| DPC対象病院 | 精神保健指定医の配置されている医療機関 |
| 指定自立支援医療機関（精神通院医療） | 身体障害者福祉法指定医の配置されている医療機関 |
| 診療科名中に産婦人科、産科又は婦人科を有する病院にあっては、公益財団法人日本医療機能評価機構が定める産科医療補償制度標準補償約款と同一の産科医療補償約款に基づく補償の有無 | 公害医療機 |

- 救急告示病院（二次救急）[2]
- 公益財団法人日本医療機能評価機構認定病院[3]

## 交通アクセス・その他
- JR岸辺駅から徒歩約5分（連絡通路で２階が直結）、阪急京都線　正雀駅より徒歩約15分
- 阪急バス　岸部駅北ターミナルより徒歩約5分
- 阪急電鉄千里線吹田駅、江坂駅、旧市民病院跡地、垂水町2丁目より無料送迎バス。(2018年12月現在　祝日・年末年始を除く平日日中運行)

- セカンドオピニオン外来･緩和ケア外来･糖尿病外来･女性総合外来･禁煙外来･肝脂肪専門外来あり
- 平成21年より毎年COPD啓発イベントを開催
- 平成25年より毎年市民公開講座を開催(年2回)
- 病院広報誌として「市民病院だより」と「ともに」を発行している
- レストラン「ビアンモール」（２階）、喫茶（１階）、売店（１階）を併設。
- 駐車場棟、ホテル棟とは２階でつながっている。

## 不祥事・医療ミス・医療事故
- 2019年8月 - 8月1日～18日にわたって、病院公式ホームページの病院指標の欄に、2017年度に入院した患者7,167人の氏名、年齢、治療方法・結果などの個人情報が掲載されてしまった。18日、2017年度に入院した当時小学生女児の母親からの苦情で事態が発覚。同日午後に削除された。病院は掲載された患者に謝罪文を送付し、専用電話窓口を開設[4]。
- 2021年腎臓泌尿器科の医師が男性患者(40歳代)の腎臓の摘出手術の際に、本来切断する予定だった血管とは別の血管を切断し死に至らしめている。病院は非を認め2024年4月15日「患者と遺族へ深くお詫び申し上げる。二度と事故を起こさないよう再発防止に努める」とコメントを出した[5]。